# Морт, Вальжина
Вальжи́на Морт (Мартынова; бел. Вальжына Морт, Вольга Мартынава, род. 1981, Минск) — белорусская поэтесса.

## Биография
Закончила Минский государственный лингвистический университет. Печаталась в газете «Наша Нива», журналах, антологиях. В 2005 по стипендии занималась переводами польской поэзии (Рафал Воячек) в Варшаве. Также переводила с английского (Леонард Коэн). Участвовала в поэтических фестивалях в ФРГ, Ирландии, Литве, Словении, Швеции.
С 2006 года живёт в США как writer in residence (Балтимор). Пишет также на английском языке.

## Книги
- я тоненькая как твои ресницы / я тоненькая як твае вейкі (2005)
- Фабрика слёз / Factory of Tears (2008, двуязычное белорусско-английское издание; книга переведена также на немецкий и шведский языки)
- Сборное тело / Collected Body (2011, стихи на английском языке)
- Эпідэмія ружаў (2017)
- Music for the Dead and Resurrected : Poems (2020, стихи на английском языке)
- Лесик Панасюк вместе с Дарьей Гладун перевели книгу поэзии Вальжины Морт, вышедшую в издательстве «Лютое дело».

## Публикации на русском языке
- Из книги «Фабрика слёз»: Пять стихотворений / Пер. с белорусского Дм. Кузьмин // «Воздух», 2008, № 3.
- Клоц, Яков. Беседа с Вальжиной Морт // Поэты в Нью-Йорке : о городе, языке, диаспоре. — Москва: Новое литературное обозрение, 2016. — С. 547—577. — 688 с. — ISBN 9785444805657.

## Признание
Стихи также переведены на польский, литовский, латышский, словенский, болгарский, украинский языки. «Хрустальная премия Виленицы» (2004), премия Хуберта Бурды молодым поэтам (2008), премия Гриффина (2021) и др.